# Angelica (film 1964)
Angelica (Angélique, Marquise des Anges) è un film del 1964 diretto da Bernard Borderie e tratto dal romanzo Angelica, la marchesa degli Angeli scritto da Anne e Serge Golon nel 1957. Interpretato da Michèle Mercier, Robert Hossein e Giuliano Gemma.
È il primo film della saga di Angelica.

## Trama
La bella Angelica, figlia di un barone di campagna decaduto, viene data in sposa contro la sua volontà a Joffrey de Peyrac, un ricchissimo conte rimasto sfregiato in battaglia, ma che si rivelerà tanto intelligente e affascinante da conquistarla. L'amore tra i due diviene travolgente, ma la gaia e sfarzosa vita di palazzo, allietata anche dalla nascita di un figlio, viene presto sconvolta dall'arrivo di Luigi XIV, Re di Francia. Il sovrano, intimorito dalla ricchezza del conte e invaghitosi della splendida Angelica, ordina di arrestare Joffrey con l'accusa di stregoneria. Nonostante il supporto dell'avvocato Desgrez, e nonostante i disperati tentativi di Angelica di convincere Luigi XIV dell'innocenza del marito, Joffrey viene giudicato colpevole e condannato al rogo. Fallito l'ultimo tentativo di salvarlo, Angelica, caduta in disgrazia e con un altro figlio a cui badare, trova aiuto e conforto nell'incontro con Nicola, suo vecchio amico e primo amore, che la accoglie alla Corte dei Miracoli, della quale è il capo, con lo scopo futuro di vendicare il torto subito.

## Riconoscimenti
- 1966 - Goldene Leinwand
- Goldene Leinwand

## Diffusione
- Francia: 8 dicembre 1964
- Germania Ovest: 18 dicembre 1964
- Svezia: 26 dicembre 1964
- Italia: 28 dicembre 1964
- Paesi Bassi: 28 gennaio 1965
- Finlandia: 19 febbraio 1965
- Danimarca: 17 marzo 1965
- Turchia: aprile 1965
- Portogallo: 25 marzo 1966
- Regno Unito: 1967
- Messico: 16 novembre 1967

## Luoghi delle riprese
- Per le scene del castello di Monteloup è stato utilizzato il Castello di Marigny-le-Cahouët, a Marigny-le-Cahouët, in Borgogna.
- Le scene del monastero sono state girate nell'Abbazia di Fontenay a Montbard, in Borgogna. Anche la scena dove Angelica e Joffrey si trovano in un parco e ricevono la notizia dell'imminente visita del re è stata girata nell'abbazia.
- Gli esterni del palazzo di Tolosa del Conte de Peyrac sono stati girati al Castello di Tanlay, a Tanlay, in Borgogna.
- Le scene del castello di Plessis-Belliere sono state girate allo Château d'Esclimont.

## Colonna sonora
1. Angélique, marquise des anges – 2:07 – A1
2. Angélique devant la statue antique – 3:15 – A2
3. Angélique se jette au cou de Peyrac – 2:55 – A3
4. Angélique apprend que Peyrac a été arrêté – 2:10 – A4
5. Angélique traquée au Louvre – 1:30 – A5
6. Angélique reprend espoir – 3:45 – A6
7. Merveilleuse Angélique – 2:20 – B1
8. Angélique et le poète crotté – 2:30 – B2
9. Angélique et le roy – 1:15 – B3
10. Angélique retrouve le domaine de Peyrac – 1:03 – B4
11. Angélique retrouve la statue Angélique – 2:56 – B5
12. Angélique découvre les traces de Peyrac – 3:20 – B6
13. Peyrac s'enfuit dans les souterrains – 2:15 – B7

Durata totale: 31:21

## Errori
Nel film viene indicato il 1659 come anno delle nozze di Luigi XIV con Maria Teresa di Spagna mentre in realtà queste ebbero luogo nel 1660.

## Sequel e remake
Il film ha avuto quattro sequel:
- Angelica alla corte del re (Merveilleuse Angélique) (1965)
- La meravigliosa Angelica (Angélique et le Roy) (1965)
- L'indomabile Angelica (Indomptable Angélique) (1967)
- Angelica e il gran sultano (Angélique et le sultan) (1968)

Il film ha anche avuto un remake:
- Angelica (Angélique) (2013)